# 罗杰·威廉姆斯
罗杰·威廉姆斯（英語：Roger Williams，1603年—1683年3月），是一位英格蘭新教神学家，宗教自由和政教分离的早期支持者，他還被稱為人類學家，反叛者和政治家。是美國早期社會中有爭議的人物。公元1635年，羅傑．威廉姆斯被馬薩諸塞州海灣殖民地驅逐。1636年，他在北美创立罗德岛殖民地，他在那裏建立了民主原則和宗教自由。成为了少数宗教团体的避难所，他还开创了美洲第一所浸信会教堂。他曾学习美洲土著语，并支持与印第安人进行公平交易。威廉姆斯无疑是北美地区最早的废奴主义者之一，并尝试在北美十三个殖民地组织了一场废除奴隶制的运动。

## 原生家庭和婚姻
罗杰·威廉姆斯於公元1603年出生在伦敦。学者们至今也无法确认他的出生日期，因为他的出生记录在1666年伦敦大火中烧毁了。他的父亲，詹姆斯·威廉姆斯（1562-1620）是在英格兰史密斯菲尔德的一个裁缝師；他的母亲是爱丽丝·彭伯顿（1564-1635）。
威廉姆斯和玛丽·巴纳德（1609-1676）于1629年12月15日在英格兰埃塞克斯郡High Laver教堂成婚，生育六子：玛丽、菲波恩、普罗维顿斯、梅西、丹尼尔和约瑟夫，都在美洲出生。

## 求學時期
羅傑·威廉姆斯十五歲時，在英國赫赫有名的律師兼政治家愛德華·科克爵士的門下擔任抄寫員，引起了愛德華·科克的注意。愛德華·科克對年輕的威廉姆斯印象深刻，將羅傑·威廉姆斯送往預科學校。然後又去了劍橋大學彭布羅克學院( Pembroke College) 就讀。劍橋是清教徒思想的中心。威廉姆斯所就讀的彭布羅克學院雖然忠於英國安立甘宗（Anglicanism）國教，不過當時劍橋大學多數的講師都是清教徒。湯瑪斯·卡特賴特（Thomas Cartwright）、威廉·帕金斯（William Perkins）及威廉·埃姆斯（William Ames）等英國極富盛名的清教神學思想家，都在那裡任教。威廉姆斯受威廉·帕金斯的清教思想的形成影響最大。羅傑·威廉斯和其他清教徒一樣，恪守教條。他也喜愛幫助人，所以深受尊敬和喜愛。從劍橋大學畢業後，威廉姆斯成為分離主義者。威廉姆斯在语言方面有特殊的天赋，年紀輕輕就掌握了拉丁语、希腊语、希伯来语、荷兰语和法语。多年后威廉姆斯教约翰·弥尔顿荷兰语，弥尔顿投桃報李地教授威廉姆斯進階的希伯来语。
虽然由于他的学业優良，威廉姆斯可以在英國國教會任要职，但是清教徒的身份，使他失去了在教会晋升的机会。毕业于剑桥后，威廉姆斯成为了清教徒威廉·马翰（William Masham）爵士的随行牧师。

## 離開英格蘭
在查理一世威廉·劳德統治下，英國開始了長達一個世紀的宗教鬥爭。威廉姆斯知道清教徒领袖们计划移民到新大陆，但是他没有加入1630年夏天的第一波人群。到了年底，他决定不再在威廉·劳德大主教的严厉管制下生活。羅傑·威廉姆斯和他的妻子從布里斯托爾（Bristol）離開英格蘭，公元1631年2月5日到達波士頓。在威廉姆斯離開英格蘭之前，信仰自由即是威廉姆斯的核心信念之一。威廉姆斯博學多才深獲人心。波士頓的教堂邀請威廉姆斯，成為他們的主教。但是威廉姆斯拒絕。他認為新英格蘭的政教合一及波士頓公理教會和英國國教之間仍有關係。他不想在與英國教會有聯繫的教會中擔任主教。威廉姆斯以完全宗教性的分離主義進行論證，他認為相較於清教徒，他更堅信真理並且更純潔。所以他指責清教徒教會與世界不夠分離。威廉姆斯想找一個純潔的教會，威廉姆斯著名的比喻：「教會是花園，世界是曠野」。威廉姆斯被認為是一個嚴格的分離主義和純粹主義者，不願意在信仰問題上妥協。

## 普利茅斯的宣教事工
威廉姆斯從波士頓出發前往馬薩諸塞州（麻省）的塞勒姆（Salem），成為該州最古老的教堂的牧師的助手，該教堂獨立於英格蘭教堂。但是很快的，馬薩諸塞州海灣殖民地的地方法官干預了他的事工。為了平息爭議，威廉姆斯從塞勒姆撤出。去了馬薩諸塞灣管轄範圍以外的普利茅斯，在那裡受到歡迎。威廉姆斯在普利茅斯住了兩年，透過講道發表了自己的想法。他熟悉美洲原住民，與他們進行業務往來，學習他們的語言並獲得他們的青睞。與美洲原住民的互動成為他一生的興趣。這兩年對他來說一段是快樂的歲月。
公元1633年，威廉姆斯離開普利茅斯，返回塞勒姆繼續他的事工。普利茅斯的一些居民跟隨他。然而，在他留在塞勒姆期間，引起驅逐的爭議日趨成熟。他主張沒有人有權干涉信仰自由，信仰自由嚴格來說是人與上帝之間的事情。教堂或國家不得規定宗教信仰。這些觀點的表達使威廉姆斯與官員發生對抗。塞勒姆教堂試圖保護威廉姆斯，但爭議愈演愈烈。            
公元1635年4月，波士頓總法院傳喚威廉姆斯出庭，要求他回答有關拒絕對殖民地宣誓效忠的指控，威廉姆斯提出三點主張：

一、國家不應該叫沒有重生的人宣誓信仰，這是對英國人權利的侵犯，也汙染了英國國教。
二、印第安人擁有土地被人們以不正當手段侵占，威廉姆斯為此主張提出異議。
三、威廉姆斯譴責一項殖民法，該法要求人們參加禮拜和支持教堂。

威廉姆斯的見解和言行一致的行為，足以動搖了清教徒的社會秩序。這些事件也導致威廉姆斯被驅逐。。

## 創立羅德島殖民地
公元1635年10月，羅傑．威廉姆斯遭馬薩諸塞灣審判，將他驅逐。公元1636年，正當執法人員要將他押回英國，威廉姆斯早已跑走了。威廉姆斯跑到納拉甘西特灣，被當地的印第安人救起，並且將他帶到印第安人首領馬薩索伊那裏。馬薩索伊熱情的照顧他，將他安頓，他們因此成為好友。為了傳教，威廉姆斯學習印第安人的語言，他認為印第安人和英國人是完全平等的，應該在上帝面前平等對待印第安人。印第安人對威廉姆斯，有著高度的尊重。之後，威廉姆斯透過馬薩索伊，向其他的印第安部落買下一塊土地，他稱此地為普羅維登斯（Providence），在這裡創立羅德島（Rhode Island）殖民地。就是美國現今的羅得島州。

## 創立北美浸信會
公元1638年末，威廉姆斯公開接受浸禮。他在普羅維登斯創立了北美第一座浸信會教堂。威廉姆斯在邊界的傳教事工，激發出十八世紀的大覺醒運動。

## 外部連結
- 罗杰·威廉姆斯（德国国家图书馆目录相关文献）

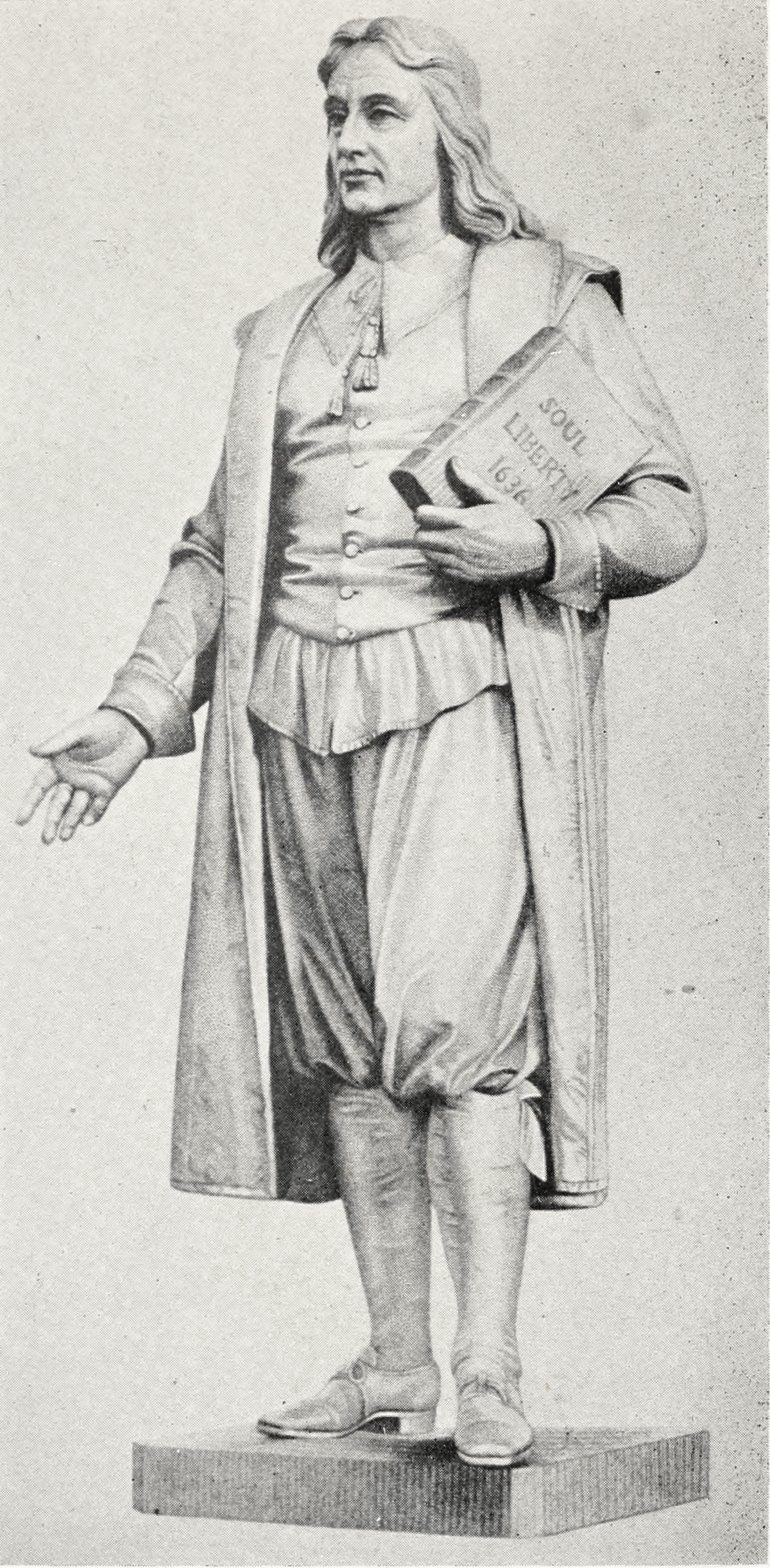
由富蘭克林·西蒙斯雕刻的罗杰·威廉姆斯雕像

- Side of the US-American Roger Williams circle of friends
- Documentary about Roger Williams life: Roger Williams - Freedom's Forgotten Hero (Part 1 to 7) （页面存档备份，存于）
- Lecture by Martha Nussbaum: Equal Liberty of Conscience: Roger Williams and the Roots of a Constitutional Tradition
- Chronological list of Rhode Island leaders （页面存档备份，存于）